# Basilique de Superga
La basilique de Superga est une basilique mineure de Turin, œuvre de l'architecte baroque italien Filippo Juvarra.

## Situation
La basilique de Superga est située au sommet d'une colline, à une dizaine de kilomètres du centre de Turin. Bâtie sur une terrasse artificielle à l'altitude de 670 mètres, elle offre une vue panoramique sur la ville et sur les Alpes et sur tout Turin. Un chemin de fer à crémaillère permet d'y accéder.

## Histoire
Lors du siège de Turin par l'armée française de Louis XIV lors de la guerre de Succession d'Espagne, les princes Victor-Amédée II et Eugène de Savoie montent sur la colline de Superga le 2 septembre 1706 pour observer le théâtre des opérations. Ils font alors le vœu d'y élever en cas de victoire des armées piémontaises et autrichiennes un lieu de culte dédié à la Vierge Marie.
La ville de Turin ayant été libérée le 7 septembre, Victor-Amédée II tint sa promesse une fois devenu roi de Sicile en 1713 ; il confia les travaux à l'architecte italien Filippo Juvarra (1678-1736).
Les travaux débutent le 20 juillet 1717. Tout au long de la construction, les matériaux sont acheminés sur la colline à dos d'âne sur un très mauvais chemin pierreux, et de grandes quantités de terre sont déplacées pour créer un terrain plat pouvant accueillir la basilique. Celle-ci, inachevée, est inaugurée le 1er novembre 1731 par Charles-Emmanuel III (le duc de Savoie). Elle est une des œuvres les plus importantes de Filippo Juvarra, un chef-d'œuvre de l'architecture baroque. Un escalier monumental mène à un grand portique soutenu par huit colonnes corinthiennes d'inspiration classique (Panthéon de Rome). La basilique est surmontée d'un dôme de style baroque de 65 mètres de haut, entouré de deux belles tours symétriques. Le bâtiment mesure 51 mètres de profondeur et 34 mètres de largeur. La basilique est dotée également d'une crypte devant accueillir les dépouilles des princes de la maison de Savoie.
En 1800 (an VII de la République française), il a été proposé de transformer l'église en « Temple de la reconnaissance ». Les tombeaux des membres de la Maison de Savoie  devaient être transférés dans un autre lieu  pour faire place aux cendres de Jacobins morts pour le Piémont. Mais ce projet est resté sans suite.
En 1884, un funiculaire est ouvert pour relier le sommet de la colline de Superga avec le quartier de Sassi à Turin. La ligne, d'environ 3,1 km de long a été électrifiée et transformée en train à crémaillère en 1934. La ligne est toujours en activité avec le matériel roulant de 1934 (pour la locomotive) et 1884 (pour les voitures).

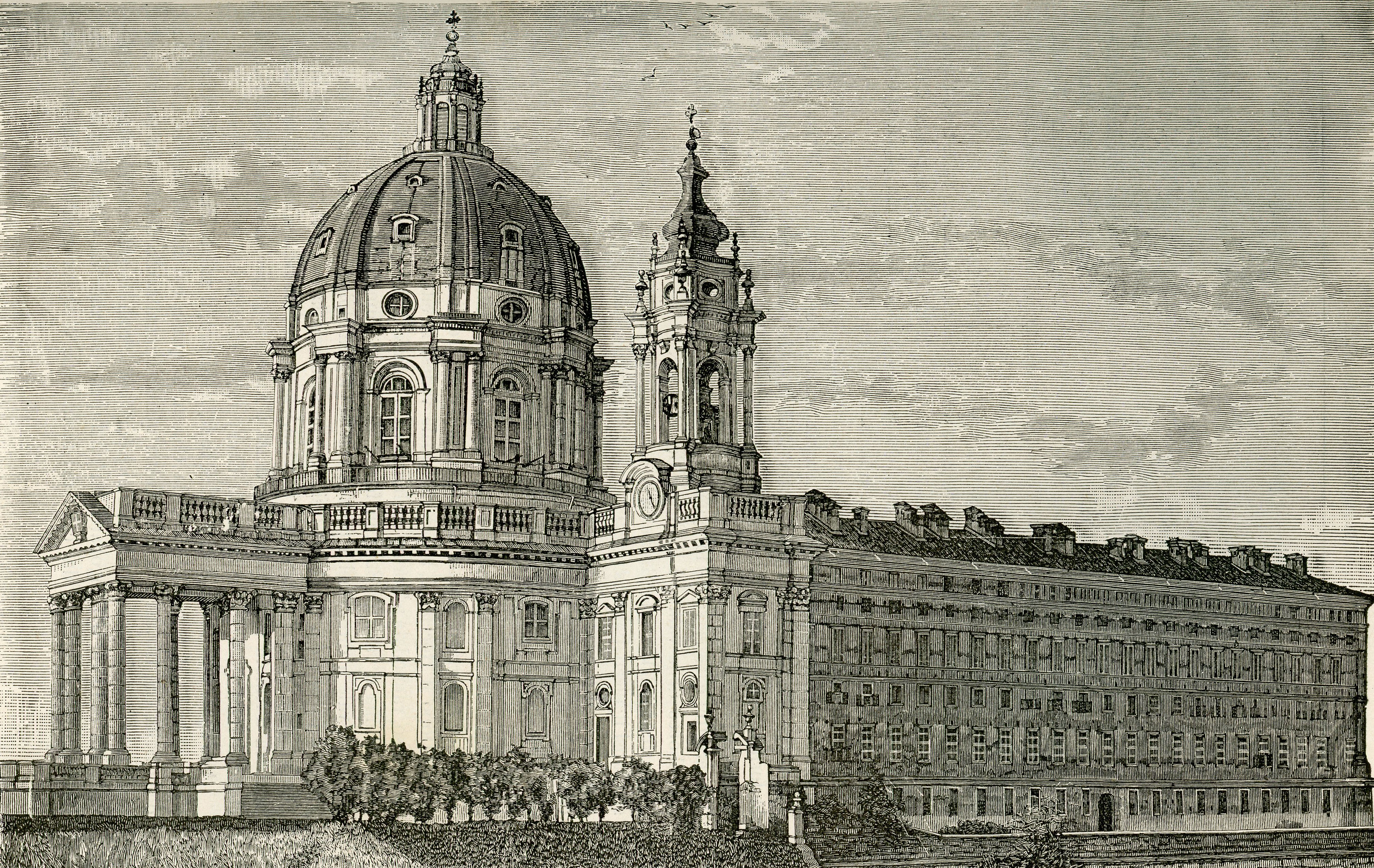
La basilique sur une xylographie de 1890.

Le site a été affecté par une catastrophe aérienne le 4 mai 1949, lorsqu'un avion en provenance de Lisbonne a percuté un mur de soutien à l'arrière de la basilique. Cet avion transportait l'équipe et les entraîneurs de l'AC Torino, ainsi que des journalistes, des dirigeants et 4 membres d'équipage, soit 31 personnes. Il n'y eut aucun survivant. Les murs détruits par l'impact de l'avion sont encore visibles, car il a été décidé de ne pas les reconstruire. Aujourd'hui, cet événement tragique est commémoré par un musée et une plaque sur le bâtiment arrière et une messe solennelle est célébrée le 4 mai en mémoire des victimes.

## Crypte royale
La crypte de la basilique de Superga est aujourd'hui la nécropole de la famille de Savoie. Tous les souverains de Savoie et de Sardaigne depuis Victor-Amédée II de Savoie jusqu'à Charles-Albert de Sardaigne y sont inhumés à l'exception de Charles-Emmanuel IV de Sardaigne (inhumé dans l'église Saint-André du Quirinal à Rome) et de Charles-Félix de Savoie (inhumé dans l'abbaye d'Hautecombe au bord du lac du Bourget en France).
Pendant la conception de la basilique, en 1711, Filippo Juvarra avait prévu de créer un espace souterrain sous le presbytère de l'église, ayant pour fonction l'inhumation des membres de la maison de Savoie. Toutefois, en raison du manque de financement, l'idée a été temporairement mise de côté. Les premiers documents parlant de travaux pour la construction d'une crypte remontent à août 1728, lorsque, dans une description de la basilique, on parle de « creuser dans le sol du chœur et du sanctuaire pour former une chapelle souterraine ». Mais ce n'est qu'en 1774 que le roi Victor-Amédée III de Sardaigne ordonne à l'architecte François Martinez, neveu de Filippo Juvara, de fixer le sous-sol pour faire une nécropole royale. François Martinez collabore avec les architectes Bosio, Ravelli et Rana, pendant quatre années. C'est donc en 1778 que Victor-Amédée III inaugure la crypte et commence à faire procéder à l'inhumation de dépouilles royales qui avaient été inhumées dans d'autres endroits.
La crypte est accessible depuis le côté gauche extérieur de la basilique, après avoir parcouru un escalier de marbre et un large couloir. L'espace semi-circulaire situé après l'escalier est orné d'une sculpture en marbre de Carrare que Victor-Emmanuel II de Savoie avait placée à cet endroit en 1878. La sculpture, œuvre de Carlo Finelli, un élève de Antonio Canova, représente l'archange saint Michel combattant victorieusement contre le Diable, une vision anthropomorphique et symbolique de la défense des tombes. La crypte royale se trouve exactement sous le sol de la basilique et son plan est en forme de croix latine. L'intérieur est de style baroque et est donc richement décoré de stucs et de sculptures monumentales. Les symboles et les références à la magie, à l'alchimie et à l'ésotérisme abondent dans toute la décoration. Les sols et les revêtements des murs sont décorés de couleurs vives (en majorité noir, blanc, rouge, vert et or).
Au centre de la crypte se situe la première salle, dite « salle des rois », d'où on peut accéder à quatre autres salles. Les dépouilles royales se répartissent donc dans cinq salles formant la crypte.

### Salle des rois (Première salle)
On peut admirer au centre de la « salle des rois » le plus grand tombeau de la crypte, celui de Charles-Albert de Sardaigne. La tradition voulait qu'à leur mort, chaque souverain soit placé au milieu de la crypte, puis déplacé à un autre endroit de la crypte lorsque son successeur venait à son tour à disparaître. Néanmoins on peut encore constater aujourd'hui que le roi Charles-Albert est toujours placé au centre de la crypte car ses successeurs, devenus souverains de l'Italie après son unification, furent inhumés au Panthéon de Rome.
Tout autour de cette salle des rois sont disposées quatre niches à fond noir accueillant quatre statues allégoriques en marbre blanc. Ces statues représentent la Foi (qui tient dans ses mains la croix et le calice), la Charité (qui tient dans ses mains un enfant), l'Espérance et le Génie des beaux-arts (qui tient dans ses mains un triangle inversé reposant sur une sphère). Les statues sont l'œuvre d'Ignazio et Filippo Collino.
On trouve également dans cette salle les cénotaphes de deux rois qui ne sont pas inhumés dans la crypte : Charles-Emmanuel IV de Sardaigne et Charles-Félix de Savoie.
Liste des personnes inhumées dans cette première salle :
1. Victor-Amédée III de Sardaigne, roi de Sardaigne, prince de Piémont, duc de Savoie (26 juin 1726 - 16 octobre 1796) (fils de Charles-Emmanuel III de Sardaigne et de Polyxène de Hesse-Rheinfels-Rotenburg)
2. Marie-Antoinette d'Espagne, reine consort de Sardaigne, princesse consort de Piémont, duchesse consort de Savoie (17 novembre 1729 - 19 septembre 1785) (épouse de Victor-Amédée III de Sardaigne)
3. Victor-Emmanuel Ier de Sardaigne, roi de Sardaigne, prince de Piémont, duc de Savoie (24 juillet 1759 - 10 janvier 1824) (fils de Victor-Amédée III de Sardaigne et de Marie-Antoinette d'Espagne)
4. Marie-Thérèse d'Autriche-Este, reine consort de Sardaigne, princesse consort de Piémont, duchesse consort de Savoie (1er novembre 1773 - 29 mars 1832) (épouse de Victor-Emmanuel Ier de Sardaigne)
5. Charles-Albert de Sardaigne, roi de Sardaigne, prince de Piémont et de Carignan, duc de Savoie (2 octobre 1798 - 28 juillet 1849) (fils de Charles-Emmanuel de Savoie-Carignan et de Marie-Christine de Saxe)
6. Victor-Emmanuel de Savoie, duc de Savoie et prince de Naples (12 février 1937 - 3 février 2024) (fils d'Humbert II, roi d'Italie, et de Marie-José de Belgique)

### Seconde salle
Du côté droit de la salle des rois se trouve l'entrée de la seconde salle, avec le tombeau du roi Charles-Emmanuel III de Sardaigne et de ses trois épouses.
On y trouve également le tombeau de Maria Pia de Savoie, épouse de Louis Ier, roi de Portugal et des Algarves. Elle fait partie des rares personnes associées à la famille des Bragance à ne pas être inhumées dans le panthéon royal des Bragance à Lisbonne.
Liste des personnes inhumées dans cette seconde salle :
1. Charles-Emmanuel III de Sardaigne, roi de Sardaigne, prince de Piémont, duc de Savoie (27 avril 1701 - 20 février 1773) (fils de Victor-Amédée II de Savoie et d'Anne-Marie d'Orléans)
2. Anne-Christine de Palatinat-Soulzbach, princesse consort de Piémont (5 février 1704 – 12 mars 1723) (première épouse de Charles-Emmanuel III de Sardaigne) Inhumée dans la cathédrale Saint-Jean-Baptiste à Turin, elle fut réinhumée en 1786 dans la nécropole royale
3. Polyxène de Hesse-Rheinfels-Rotenbourg, reine consort de Sardaigne, princesse consort de Piémont, duchesse consort de Savoie (21 septembre 1706 - 13 janvier 1735) (seconde épouse de Charles-Emmanuel III de Sardaigne) Inhumée dans la cathédrale Saint-Jean-Baptiste à Turin, elle fut réinhumée en 1786 dans la nécropole royale
4. Élisabeth-Thérèse de Lorraine, reine consort de Sardaigne, princesse consort de Piémont, duchesse consort de Savoie (15 octobre 1711 - 3 juillet 1741) (troisième épouse de Charles-Emmanuel III de Sardaigne) Inhumée dans la cathédrale Saint-Jean-Baptiste à Turin, elle fut réinhumée en 1786 dans la nécropole royale
5. Eugène-Emmanuel de Savoie-Villafranca, comte de Villafranca (14 avril 1816 - 15 décembre 1888) (petit-fils d'Eugène de Savoie-Carignan et d'Élisabeth Anne Magon de Boisgarin, arrière petit-fils de Louis-Victor de Savoie-Carignan et de Christine Henriette de Hesse-Rheinfels-Rotenbourg, fils de Victor-Amédée Ier de Savoie-Carignan et de Marie-Anne-Victoire-France de Savoie)
6. Maria Pia de Savoie, reine consort de Portugal et des Algarves (14 février 1847 - 5 juillet 1911) (fille de Victor-Emmanuel II d'Italie et d'Adélaïde de Habsbourg-Lorraine, épouse de Louis Ier de Portugal)

### Salle des reines (Troisième salle)
Depuis la seconde salle, une porte permet d'accéder à une troisième salle appelée « salle des reines ».
Celle-ci abrite plusieurs tombes dont celles de Marie-Thérèse de Habsbourg-Toscane (œuvre du sculpteur italien Santo Varni), d'Adélaïde de Habsbourg-Lorraine (œuvre sculptée par Salvatore Revelli et Pietro della Vedova) et de Maria Vittoria dal Pozzo (également œuvre sculptée par Pietro della Vedova).
Liste des personnes inhumées dans cette troisième salle :
1. Louis-Victor de Savoie-Carignan, prince de Carignan (25 septembre 1721 - 16 décembre 1778) (fils de Victor-Amédée Ier de Savoie-Carignan et de Marie-Victoire de Savoie) Il fut réinhumé en 1835 dans la nécropole royale
2. Christine-Henriette de Hesse-Rheinfels-Rotenbourg, princesse consort de Carignan (21 novembre 1717 - 1er septembre 1778) (épouse de Louis-Victor de Savoie-Carignan) Elle fut réinhumée en 1835 dans la nécropole royale
3. Thomas-Maurice de Savoie-Carignan, prince de Savoie-Carignan (6 mars 1751 - 23 juillet 1753) (fils de Louis-Victor de Savoie-Carignan et de Christine-Henriette de Hesse-Rheinfels-Rotenbourg)
4. Victor-Amédée II de Savoie-Carignan, prince de Carignan (31 octobre 1743 - 10 septembre 1780) (fils de Louis-Victor de Savoie-Carignan et de Christine-Henriette de Hesse-Rheinfels-Rotenbourg) Il fut réinhumé en 1786 dans la nécropole royale
5. Joséphine de Lorraine, princesse consort de Carignan (26 août 1753 - 8 février 1797) (épouse de Victor-Amédée II de Savoie-Carignan) Elle fut réinhumée en 1786 dans la nécropole royale
6. Charles-Emmanuel de Savoie-Carignan, prince de Carignan (24 octobre 1770 - 16 août 1800) (fils de Victor-Amédée II de Savoie-Carignan et de Joséphine de Lorraine) Il fut réinhumé en 1835 dans la nécropole royale
7. Marie-Christine de Saxe, princesse de Carignan, puis princesse de Montélard (7 décembre 1770 - 24 novembre 1851) (épouse de Charles-Emmanuel de Savoie-Carignan)
8. Marie-Thérèse de Habsbourg-Toscane, reine consort de Sardaigne, princesse consort de Piémont et de Carignan, duchesse consort de Savoie (21 mars 1801 - 12 janvier 1855) (épouse de Charles-Albert de Sardaigne)
9. Marie-Christine de Savoie-Carignan, princesse de Sardaigne-Piémont (2 juillet 1826 - 15 juillet 1827) (fille de Charles-Albert de Sardaigne et de Marie-Thérèse de Habsbourg-Toscane)
10. Adélaïde de Habsbourg-Lorraine, reine consort de Sardaigne, princesse consort de Piémont, duchesse consort de Savoie (3 juin 1822 - 20 janvier 1855) (épouse de Victor-Emmanuel II d'Italie)
11. Oddone de Savoie, prince de Savoie puis d'Italie, duc de Montferrat (11 juillet 1846 - 22 janvier 1866) (fils de Victor-Emmanuel II d'Italie et d'Adélaïde de Habsbourg-Lorraine)
12. Amédée Ier d'Espagne, duc d'Aoste, roi d'Espagne (30 mai 1845 - 18 janvier 1890) (fils de Victor-Emmanuel II d'Italie et d'Adélaïde de Habsbourg-Lorraine)
13. Maria Vittoria dal Pozzo, duchesse consort d'Aoste, reine consort d'Espagne (9 août 1847 - 8 novembre 1876) (première épouse d'Amédée Ier d'Espagne)
14. Marie-Laetitia Bonaparte, duchesse consort d'Aoste (20 novembre 1866 - 25 octobre 1926) (seconde épouse d'Amédée Ier d'Espagne)
15. Victor-Emmanuel de Savoie-Aoste, comte de Turin (24 novembre 1870 - 10 octobre 1946) (fils d'Amédée Ier d'Espagne et de Maria Vittoria dal Pozzo) Inhumé en Belgique, il fut réinhumé en 1968 dans la nécropole royale
16. Amédée de Savoie, duc de Spolète et d'Aoste, roi nominal de Croatie sous le nom de Tomislav II (9 mars 1900 - 29 janvier 1948) (fils d'Emmanuel-Philibert de Savoie et d'Hélène d'Orléans, petit-fils d'Amédée Ier d'Espagne et de Maria Vittoria dal Pozzo) Inhumé à Buenos Aires en Argentine, il fut réinhumé en 1973 à Arezzo puis fut réinhumé en 1996 dans la nécropole royale
17. Irène de Grèce, duchesse consort de Spolète et d'Aoste, reine consort nominale de Croatie (13 février 1904 - 15 avril 1974) (épouse de Amédée de Savoie) Inhumée à Arezzo, elle fut réinhumée en 1996 dans la nécropole royale
18. Amédée de Savoie-Aoste (27 septembre 1943 - 1er juin 2021) (fils d'Amédée de Savoie et d'Irène de Grèce)

### Quatrième salle
Du côté gauche de la salle des rois se trouve l'entrée d'une quatrième salle où on peut admirer un monument dédié au premier roi de Sardaigne de la maison de Savoie, Victor-Amédée II de Savoie.
Liste des personnes inhumées dans cette quatrième salle :
1. Victor-Amédée II de Savoie, roi de Sicile puis de Sardaigne, prince de Piémont, duc de Savoie (14 mai 1666 – 31 octobre 1732) (fils de Charles-Emmanuel II de Savoie et de Marie-Jeanne-Baptiste de Savoie)
2. Anne-Marie d'Orléans, reine consort de Sicile puis de Sardaigne, princesse consort de Piémont, duchesse consort de Savoie (27 août 1669 - 26 août 1728) (première épouse de Victor-Amédée II de Savoie)
3. Ferdinand de Savoie, duc de Gênes (15 novembre 1822 - 10 février 1855) (fils de Charles-Albert de Sardaigne et de Marie-Thérèse de Habsbourg-Toscane)
4. Élisabeth de Saxe, duchesse consort de Gênes (4 février 1830 - 14 août 1912) (épouse de Ferdinand de Savoie)
5. Thomas de Savoie-Gênes, duc de Gênes (6 février 1854 - 15 avril 1931) (fils de Ferdinand de Savoie et d'Élisabeth de Saxe)
6. Élisabeth de Bavière, duchesse consort de Gênes (31 août 1863 - 26 février 1924) (épouse de Thomas de Savoie-Gênes)
7. Ferdinand de Savoie-Gênes, duc de Gênes (21 avril 1884 - 24 juin 1963) (fils de Thomas de Savoie-Gênes et d'Élisabeth de Bavière)

### Salle des princes (Cinquième salle)
Depuis la quatrième salle, une porte permet d'accéder à une cinquième salle, appelée « salle des princes », qui abrite les tombeaux de princes et princesses qui n'ont jamais régné.
Liste des personnes inhumées dans cette cinquième salle :
1. Marie-Anne-Victoire de Savoie, princesse de Savoie-Carignan (1683 - 1763) (fille de Louis-Thomas de Savoie-Carignan et d'Uranie de la Cropte, petite-fille d'Eugène-Maurice de Savoie-Carignan et d'Olympe Mancini, arrière petite-fille de Thomas de Savoie-Carignan, fils de Charles-Emmanuel Ier de Savoie) Inhumée à Turin, elle fut réinhumée en 1921 dans la nécropole royale
2. Victor-Amédée de Savoie, prince Savoie et de Piémont (6 mai 1699 - 22 mars 1715) (fils de Victor-Amédée II de Savoie et d'Anne-Marie d'Orléans)
3. Emmanuel-Philibert de Savoie, prince de Savoie, duc de Chablais (1er décembre 1705 - 19 décembre 1705) (fils de Victor-Amédée II de Savoie et d'Anne-Marie d'Orléans)
4. Victor-Amédée-Théodore de Savoie, prince de Savoie, duc d'Aoste (7 mars 1723 - 11 août 1725) (fils de Charles-Emmanuel III de Sardaigne et d'Anne-Christine de Palatinat-Soulzbach) Inhumé dans la cathédrale Saint-Jean-Baptiste à Turin, il fut réinhumé en 1790 dans la nécropole royale
5. Éléonore de Savoie, princesse de Savoie (28 février 1728 - 15 août 1781) (fille de Charles-Emmanuel III de Sardaigne et de Polyxène de Hesse-Rheinfels-Rotenbourg) Inhumée dans la cathédrale Saint-Jean-Baptiste à Turin, elle fut réinhumée en 1790 dans la nécropole royale
6. Marie-Louise de Savoie, princesse de Savoie (25 mars 1729 - 22 août 1767) (fille de Charles-Emmanuel III de Sardaigne et de Polyxène de Hesse-Rheinfels-Rotenbourg) Inhumée à plusieurs reprises dans divers lieux, elle fut réinhumée en 1823 dans la nécropole royale
7. Marie-Félicitée de Savoie, princesse de Savoie (19 mars 1730 - 13 mai 1801) (fille de Charles-Emmanuel III de Sardaigne et de Polyxène de Hesse-Rheinfels-Rotenburg) Inhumée à plusieurs reprises dans divers lieux, elle fut réinhumée en 1921 dans la nécropole royale
8. Emmanuel-Philibert de Savoie, prince de Savoie, duc d'Aoste (17 mai 1731 - 25 mars 1735) (fils de Charles-Emmanuel III de Sardaigne et de Polyxène de Hesse-Rheinfels-Rotenburg) Inhumé dans la cathédrale Saint-Jean-Baptiste à Turin, il fut réinhumé en 1790 dans la nécropole royale
9. Charles-François-Romuald de Savoie, prince de Savoie, duc de Chablais (23 juillet 1733 - 28 décembre 1733) (fils de Charles-Emmanuel III de Sardaigne et de Polyxène de Hesse-Rheinfels-Rotenbourg) Inhumé dans la cathédrale Saint-Jean-Baptiste à Turin, il fut réinhumé en 1790 dans la nécropole royale
10. Charles-François de Savoie, prince de Savoie, duc d'Aoste (1er décembre 1738 - 25 mars 1745) (fils de Charles-Emmanuel III de Sardaigne et d'Élisabeth-Thérèse de Lorraine) Inhumé dans la cathédrale Saint-Jean-Baptiste à Turin, il fut réinhumé en 1790 dans la nécropole royale
11. Victoire-Marguerite de Savoie, princesse de Savoie (22 juin 1740 - 14 juillet 1742) (fille de Charles-Emmanuel III de Sardaigne et d'Élisabeth-Thérèse de Lorraine) Inhumée dans la cathédrale Saint-Jean-Baptiste à Turin, elle fut réinhumée en 1790 dans la nécropole royale
12. Benoît de Savoie, prince de Savoie, duc de Chablais (21 juin 1741 - 4 janvier 1808) (fils de Charles-Emmanuel III de Sardaigne et d'Élisabeth-Thérèse de Lorraine) Inhumé dans l'église San Nicola dei Cesarini à Rome, il fut réinhumé en 1926 dans la nécropole royale
13. Marie-Anne de Savoie, princesse de Savoie, duchesse consort de Chablais (17 décembre 1757 - 11 octobre 1824) (fille de Victor-Amédée III de Sardaigne et de Marie-Antoinette d'Espagne, épouse de Benoît de Savoie)
14. Marie-Elisabeth-Charlotte de Savoie, princesse de Savoie (16 juillet 1752 - 17 avril 1753) (fille de Victor-Amédée III de Sardaigne et de Marie-Antoinette d'Espagne) Inhumée dans la cathédrale Saint-Jean-Baptiste à Turin, elle fut réinhumée en 1790 dans la nécropole royale
15. Amédée-Alexandre de Savoie, prince de Savoie, duc de Montferrat (5 octobre 1754 - 29 avril 1755) (fils de Victor-Amédée III de Sardaigne et de Marie-Antoinette d'Espagne) Inhumé dans la cathédrale Saint-Jean-Baptiste à Turin, il fut réinhumé en 1790 dans la nécropole royale
16. Marie-Christine-Joséphine de Savoie, princesse de Savoie (21 novembre 1760 - 19 mai 1768) (fille de Victor-Amédée III de Sardaigne et de Marie-Antoinette d'Espagne) Inhumée dans la cathédrale Saint-Jean-Baptiste à Turin, elle fut réinhumée en 1790 dans la nécropole royale
17. Marie-Adélaïde de Savoie, princesse de Savoie (1er octobre 1794 – 2 août 1795) (fille de Victor-Emmanuel Ier de Sardaigne et de Marie-Thérèse d'Autriche-Este)
18. Princesse sans nom (20 décembre 1800 - 10 janvier 1801) (fille de Victor-Emmanuel Ier de Sardaigne et de Marie-Thérèse d'Autriche-Este) Inhumée à Naples, elle fut réinhumée en 1939 dans la nécropole royale
19. Philibert de Savoie-Gênes, prince de Savoie, duc de Gênes (10 mars 1895 - 7 septembre 1990) (fils de Thomas de Savoie-Gênes et d'Élisabeth de Bavière, petit-fils de Ferdinand de Savoie et d'Élisabeth de Saxe, arrière petit-fils de Charles-Albert de Sardaigne et de Marie-Thérèse de Habsbourg-Toscane)
20. Lydie d'Arenberg, duchesse consort de Gênes (1er avril 1905 - 23 juillet 1977) (épouse de Philibert de Savoie-Gênes)
21. Adalbert de Savoie-Gênes, prince de Savoie, duc de Bergame (19 mars 1898 - 12 décembre 1982) (fils de Thomas de Savoie-Gênes et d'Élisabeth de Bavière)
22. Eugène de Savoie-Gênes, prince de Savoie, duc de Gênes (13 mars 1906 - 8 décembre 1996) (fils de Thomas de Savoie-Gênes et d'Élisabeth de Bavière) Il fut réinhumé en 2006 dans la nécropole royale
23. Lucia de Bourbon-Siciles, duchesse consort de Gênes (9 juillet 1908 - 3 novembre 2001) (épouse d'Eugène de Savoie-Gênes) Elle fut réinhumée en 2006 dans la nécropole royale
24. Marie-Clotilde de Savoie, princesse de Savoie, épouse du prétendant bonapartiste au trône de France (2 mars 1843 - 25 juin 1911) (fille de Victor-Emmanuel II d'Italie et d'Adélaïde de Habsbourg-Lorraine)
25. Napoléon-Jérôme Bonaparte, prince Napoléon, prétendant bonapartiste au trône de France (9 septembre 1822 - 17 mars 1891) (époux de Marie-Clotilde de Savoie)
26. Louis Bonaparte, prince Bonaparte (16 juillet 1864 - 14 octobre 1932) (fils de Marie-Clotilde de Savoie et de Napoléon-Jérôme Bonaparte)
27. Charles-Albert de Savoie, prince de Savoie, duc de Chablais (2 juin 1851 – 22 juin 1854) (fils de Victor-Emmanuel II d'Italie et d'Adélaïde de Habsbourg-Lorraine)
28. Victor-Emmanuel de Savoie, prince de Savoie (Mort-né le 7 juillet 1852) (fils de Victor-Emmanuel II d'Italie et d'Adélaïde de Habsbourg-Lorraine)
29. Victor-Emmanuel de Savoie, prince de Savoie, comte de Gênes (8 janvier 1855 – 17 mai 1855) (fils de Victor-Emmanuel II d'Italie et d'Adélaïde de Habsbourg-Lorraine)

- La princesse Mafalda de Savoie, fille de Victor-Emmanuel III d'Italie et d'Hélène de Monténégro, est commémorée dans la crypte par un mémorial-cénotaphe. Elle mourut en déportation au camp de concentration de Buchenwald en août 1944 et fut enterrée dans le cimetière familial du château de Hesse à Kronberg im Taunus.

- Le cœur du prince Eugène de Savoie-Carignan, (1663-1736), généralissime des armées du Saint-Empire romain et de l'empire d'Autriche, est conservé en la basilique de Superga. Le reste de ses cendres repose dans la cathédrale Saint-Étienne de Vienne. Descendant de la branche cadette de Savoie-Carignan, il est le fils du prince Eugène-Maurice de Savoie-Carignan, (1637-1708) et l'arrière-petit-fils du duc Charles-Emmanuel Ier de Savoie,(1562-1630). Sur le plan historique, le souvenir du prince Eugène est célébré en Italie pour avoir, à la tête de l'armée autrichienne, contribué à la Libération de la ville de Turin assiégée en 1706 par l'armée française du roi Louis XIV.

## Vues

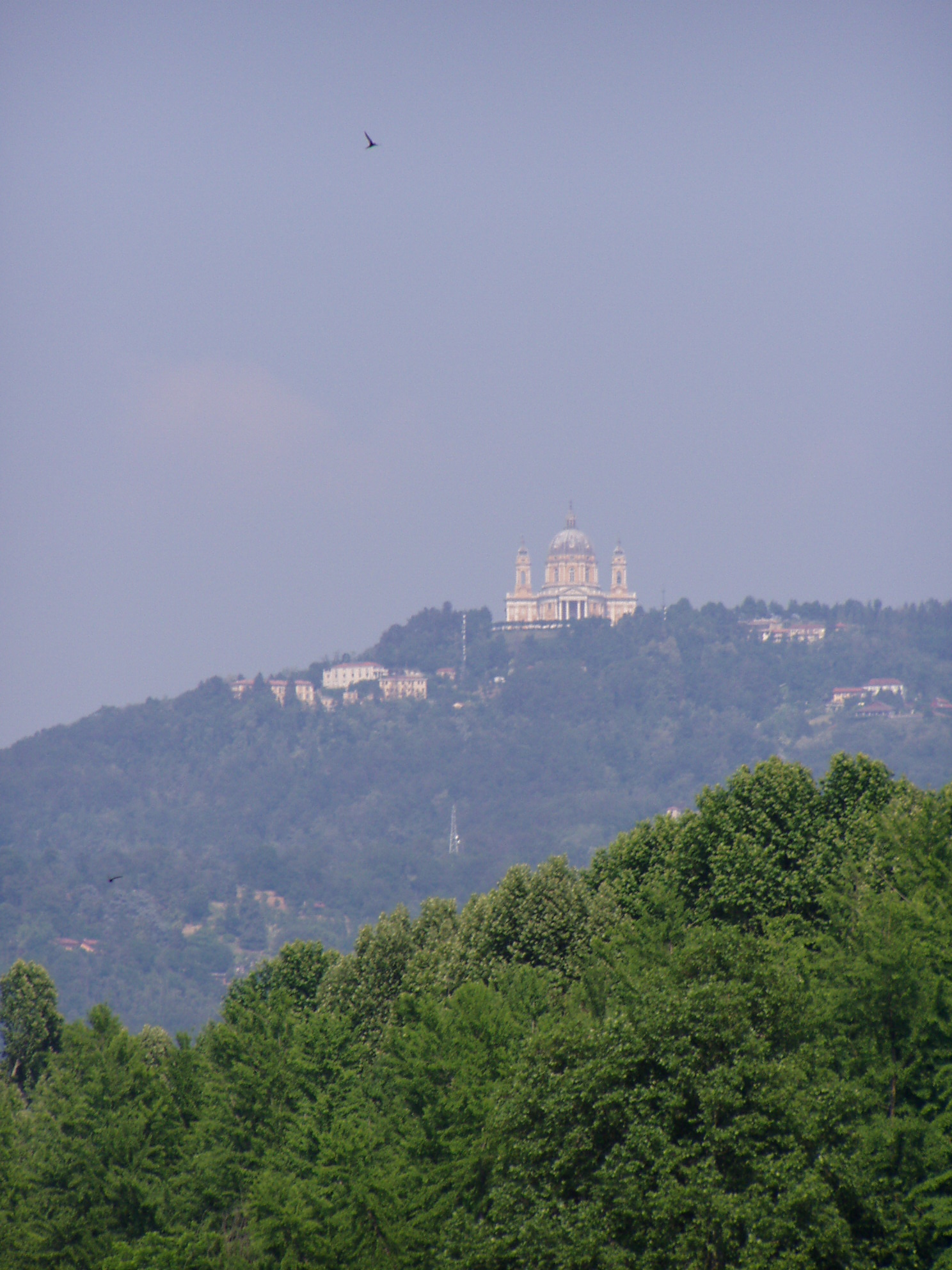
Vue de la colline de Superga.
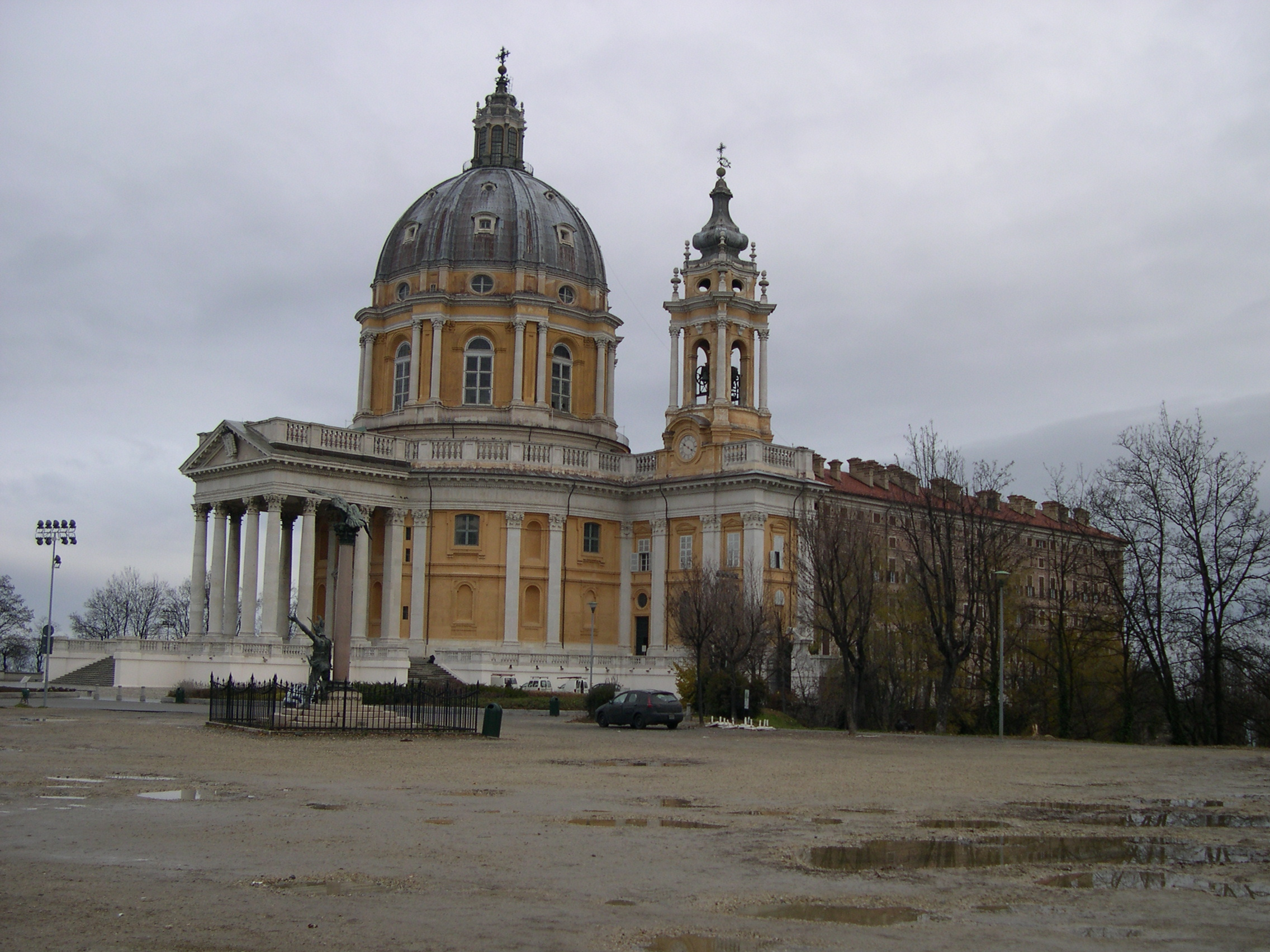
Vue de la basilique sur sa plateforme artificielle.
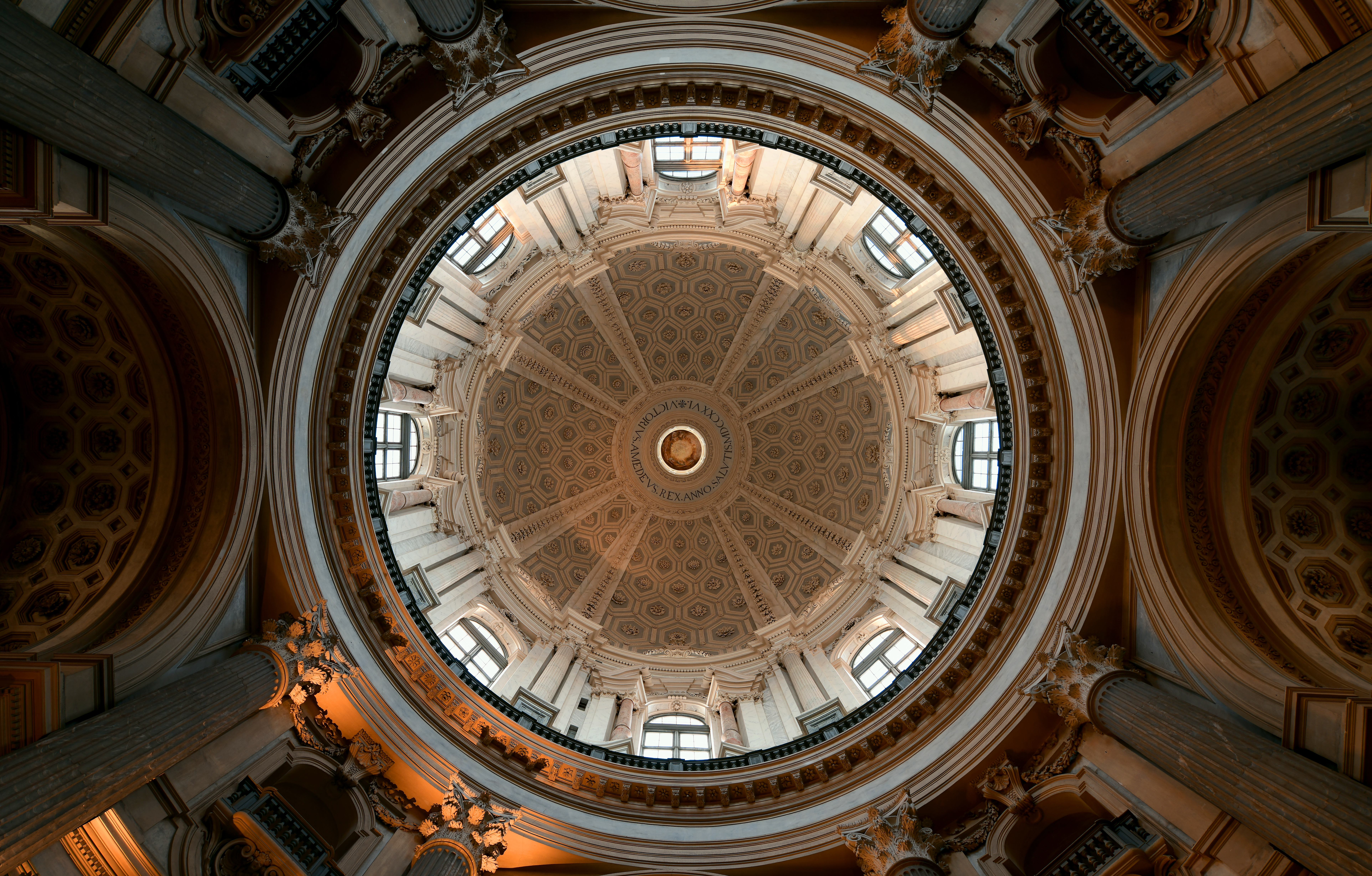
Vue intérieur du dôme.
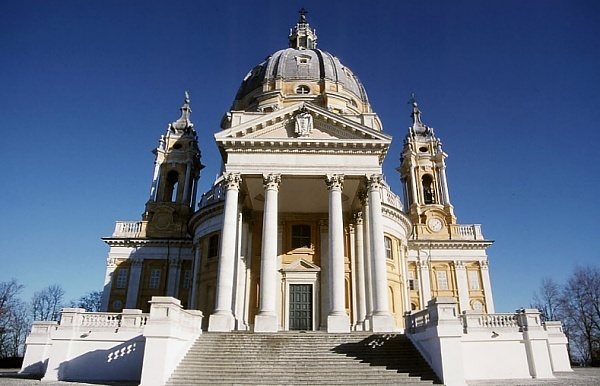
Vue de face de la basilique.